# Selam (satélite)
Selam é o satélite natural do asteroide Dinkinesh, o satélite natural Selam foi descoberto em 1 de novembro de 2023 pela sonda espacial Lucy, quando a sonda espacial Lucy sobrevoou o asteroide Dinkinesh, o satélite natural Selam se provou ser formado por um binário de contato por dois objetos astronômicos que possuem 220 metros de tamanho e que estão fisicamente unidos, onde o nome do satélite natural Selam significa Paz em Amárico em homenagem ao fóssil encontrado no sítio paleontológico Dikika chamado DIK-1-1 (Selam) de um Australopithecus Afarensis do género feminino, este nome foi definido pela equipe que administrava a sonda espacial Lucy e foi aceito pela União Astronómica Internacional em 27 de novembro de 2023.
O satélite Selam orbita o asteroide Dinkinesh à uma distância média de 3,1 quilômetros em uma órbita com uma excentricidade de aproximadamente zero.

## Origem
Estima-se que o satélite natural Selam tenha cerca de 2 à 3 milhões de anos, onde o torque proveniente da radiação térmica emitida pela superfície do asteroide Dinkinesh fez com que sua rotação ficasse gradualmente mais rápida, isso acarretou com que o ele se deslocasse para um formato achatado, este acontecimento fez com que vários detritos gerados por colisões de asteroides entre si entrassem em uma órbita próxima dele, este fenômeno natural fez com que o satélite natural Selam fosse formado à partir dos detritos em órbita do asteroide Dinkinesh.

## Ler também
152830 Dinkinesh